# Mont Korhogo

Le mont Korhogo  est une colline située dans le centre de la ville de Korhogo, dans la région du Poro, dans le nord de la Côte d'Ivoire. Il mesure un peu plus de 500 m de haut.  

## Superficie
Elle est située à la sortie nord-ouest de la ville de Korhogo, entre les latitudes 9°48' et 9°16' nord et les longitudes 5°40' et 6°10' ouest. Initialement de 1409 ha, la superficie du site est passée à 1 155 ha à la suite de la conversion d'une portion de la forêt en lotissement clandestin pour l'extension de la ville.